# 格雷姆·伊德
格雷姆·伊德（英語：Graeme Ede，1960年2月7日—），新西兰男子射击运动员。他曾代表新西兰参加1994年和2006年英联邦运动会射击比赛，其中2006年英联邦运动会获得一枚金牌。